# Westelijke Xia
De Westelijke Xia-dynastie (Xixia) is de Chinese naam voor de Tangut dynastie, die tussen 1038 en 1227 het noordwestelijke deel van China heeft beheerst. Het rijk omvatte het Ordosgebied, Gansu, Shaanxi en het westelijk deel van Binnen-Mongolië. De samenstelling van de bevolking was heterogeen. Behalve Tangut woonden er Oeigoeren, Tibetanen en Han-Chinezen. De staat controleerde de handelsweg van China naar Centraal-Azië (het oostelijk gedeelte van de zijderoute). In 1044 sloten de Tangut een verdrag met Song-China, waarin de Song, in ruil voor vrede, jaarlijks aanzienlijke betalingen moesten doen in de vorm van zilver, zijde en thee. Het rijk kon zich twee eeuwen staande houden door de Song en haar vijanden (eerst de Liao, na 1125 de Jin) tegen elkaar uit te spelen. Het rijk was boeddhistisch. Archeologische vondsten wijzen op de aanwezigheid van met name veel Tibetaanse lama's uit de kagyütraditie van het Tibetaans boeddhisme in de 12e eeuw. Tibetologen als Matthew Kapstein zien in de ceremoniële banden tussen de heersers van dit rijk en deze lama's het begin van de Tibetaanse patroon-priesterrelatie. Uiteindelijk werd het rijk in 1227 door Dzjengis Khan vernietigd. Restanten van de Xia bleven in de volgende eeuwen bestaan, maar zijn wegens gebrek aan bronnen moeilijk te traceren. Wel bevinden zich in Yinchuan de Keizerlijke tombes van Xixia, een necropolis die in 2025 werd erkend als UNESCO werelderfgoed. De naam van dynastie leeft voort in Ningxia, een van de autonome regio's in de Chinese Volksrepubliek.